# Buriticupu
Buriticupu là một đô thị thuộc bang Maranhão, Brasil. Đô thị này có diện tích 2544,975 km², dân số năm 2007 là 57510 người, mật độ 22,6 người/km².